# Algot Ahlbäck
Algot Emanuel Ahlbäck, född 15 maj 1890 i Stora Tuna församling i Kopparbergs län, död 14 juli 1949 i Örebro Olaus Petri församling i Örebro län, var en svensk pastor och redaktör.
Algot Ahlbäck var pastor i Rönneshyttan 1914–1918 och Hallsberg 1918–1927. Efter John Ongmans död 1931 tillhörde han tillsammans med bland andra John Magnusson nya ledarteamet för Örebromissionen. Han var redaktör för Missionsbaneret 1921–1949 och efterträdare till John Ongman som missionsföreståndare för Örebromissionen 1931. Algot Ahlbäck är begravd på Norra kyrkogården i Örebro.
Han gifte sig 1925 med Signe Elisabeth Håkansson.